# Peterborough Phantoms
Pour les articles homonymes, voir Phantoms.
Les Peterborough Phantoms sont un club de hockey sur glace de Peterborough en Angleterre. Il évolue dans le Championnat du Royaume-Uni de hockey sur glace D2.

## Historique
Le club est créé en 2002 à la suite des Pirates de Peterborough.

## Palmarès
- Aucun titre.